# Smallippige wespenorchis
De smallippige wespenorchis (Epipactis leptochila) is een orchidee. De soort komt voor van Midden- tot Zuid-Europa in loofbossen op kalkgrond. In Zuid-België is de soort zeer zeldzaam. In Vlaanderen en Nederland komt de soort niet voor. De Nederlandse en botanische namen wijzen naar de smalle, spitse lip.

## Kenmerken

### Plant
De smallippige wespenorchis is een tot 60 cm hoog orchidee. Het is een vaste plant die elk jaar opnieuw een bloemstengel vormt. De planten staan meestal in kleine groepjes bij elkaar. De hele plant heeft een geelgroene kleur en is naar boven toe viltig behaard. Een bloemstengel draagt een ijle tros tot twintig bloemen.

### Bladeren
De bladeren zijn ei- tot lancetvormig en naar boven toe smaller wordend, zoals die van de meeste wespenorchissen.

### Bloemen
De bloemen staan horizontaal tot hangend, zijn geel tot groen gekleurd en hebben donkergroene tot purperachtige nerven. De bekervormige hypochiel heeft een rode binnenkant. Typisch is de vorm van het epichiel, het tongvormige uiteinde van de lip; het is lang en spits, en staat recht tot schuin vooruit, nooit hangend.
De bloeitijd is juli.

## Voortplanting
Net als andere soorten wespenorchissen zal de smallippige wespenorchis dikwijls zichzelf bevruchten (autogamie). Soms blijven de bloemen zelfs gesloten, zodat bestuiving door insecten niet mogelijk is.
Als bestuiver wordt onder andere de Duitse wesp aangewezen.

## Habitat
De smallippige wespenorchis komt voor in goed ontwikkelde loofbossen (vooral beuken- en eikenbossen) met een rijke kruidlaag, liefst op kalkrijke grond in de schaduw of halfschaduw.

## Voorkomen
De smallippige wespenorchis komt voor in alle gematigde en subtropische zones van het noordelijk halfrond. In Europa van Ierland en Groot-Brittannië over West- en Midden-Europa tot in het Middellands Zeegebied.
In België is de soort zeer zeldzaam in Wallonië. De soort komt niet voor in Nederland en Vlaanderen.

## Verwante en gelijkende soorten
De wespenorchissen worden in België en Nederland door een tiental sterk gelijkende soorten vertegenwoordigd. De smallippige wespenorchis kan verward worden met de brede wespenorchis (Epipactis helleborine) en de geelgroene wespenorchis (Epipactis muelleri), maar is steeds herkenbaar aan de smalle, spitse lip.

## Bedreiging en bescherming
De belangrijkste bedreiging is het verlies van hun biotoop door bosexploitatie.
In België staat de soort op de lijst van wettelijk beschermde planten in België.

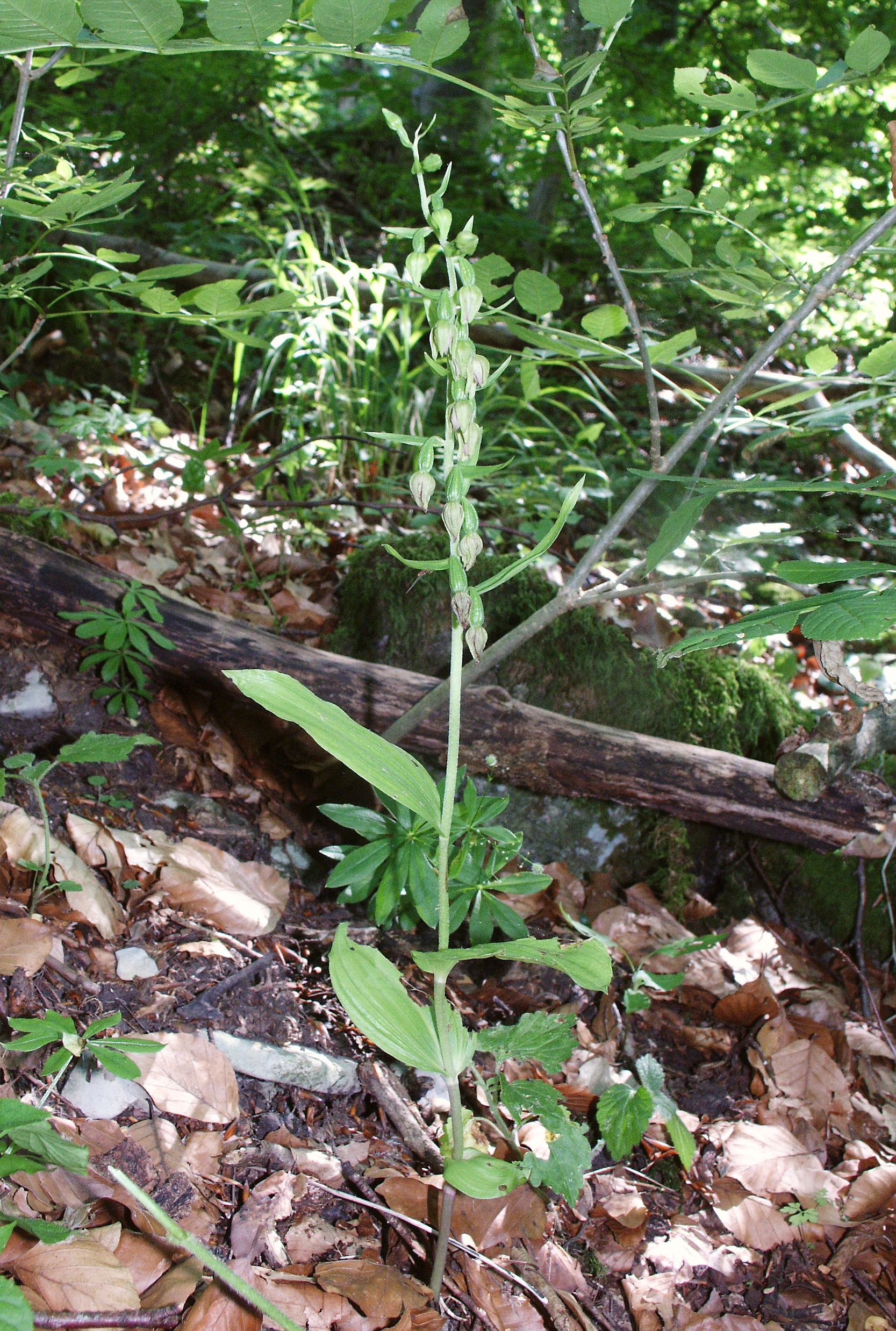
Smallippige wespenorchis, Hohenlohe (Duitsland)
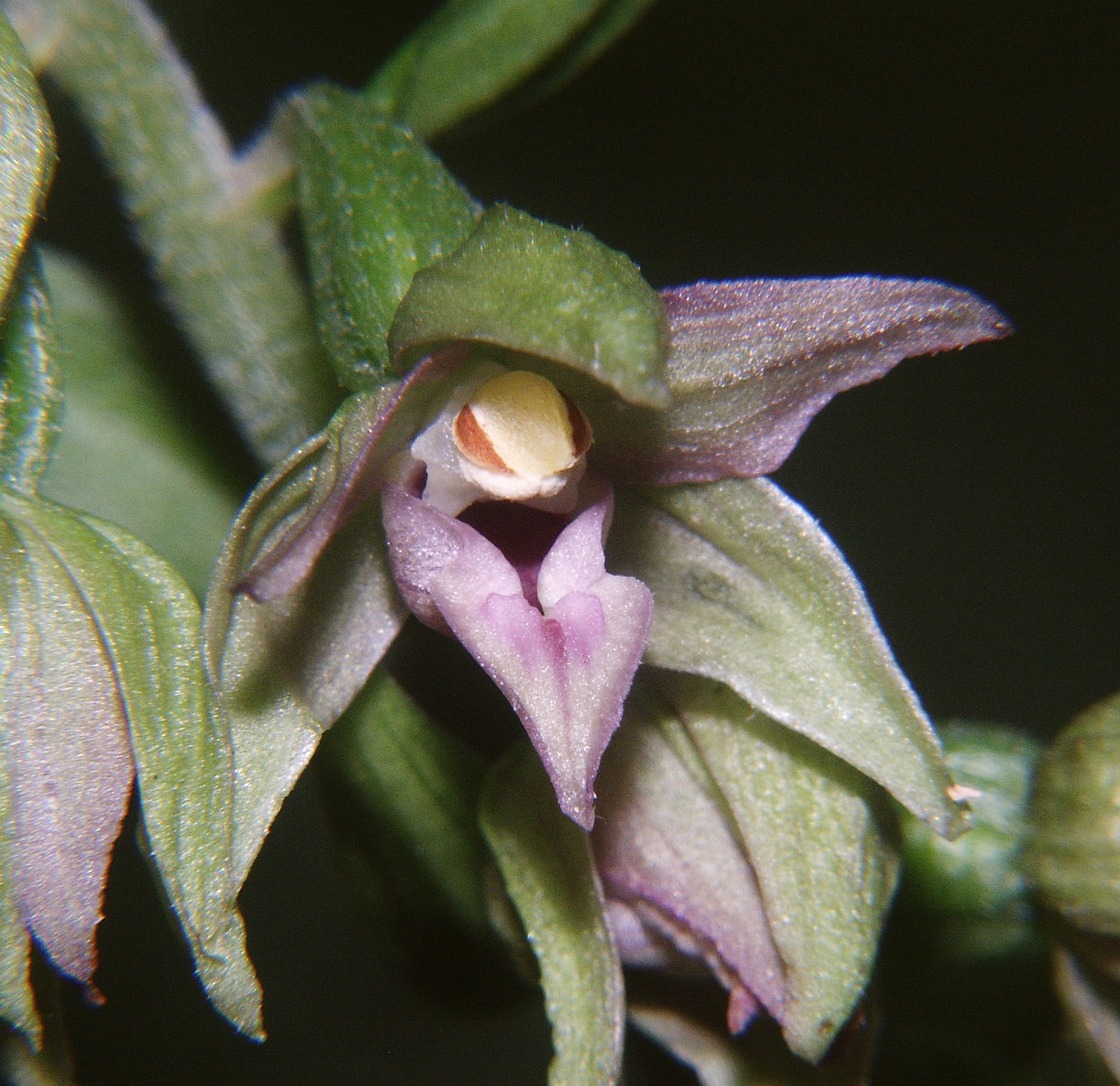
Smallippige wespenorchis, Hohenlohe (Duitsland)

Sectie Arthrochilium

E. palustris (Moeraswespenorchis)

Sectie Cymbochilium

E. veratrifolia

Sectie Epipactis · Ondersectie Autogamepactis 

E. aspromontana · E. bugacensis · E. campeadori · E. cretica · E. danubialis · E. dunensis · E. flaminia · E. futakii · E. greuteri · E. komoricensis · E. leptochilla (Smallippige wespenorchis) · E. leptochila var. neglecta (Vergeten wespenorchis) · E. muelleri (Geelgroene wespenorchis) · E. nauosaensis · E. nordeniorum · E. olympica · E. peitzii · E. placentina · E. pontica · E. provincialis · E. rhodanensis · E. sancta · E. schubertiorum · E. voethi

Sectie Epipactis · Ondersectie Epipactis 

E. degenii · E. densifolia · E. dunensis · E. guegelii · E. helleborine (Brede wespenorchis) · E. helleborine subsp. neerlandica (Duinwespenorchis) · E. heraclea · E. lapidocampi · E. rhodanensis · E. tremolsii · E. turcica

Sectie Epipactis · Ondersectie Porphyreochromatae

E. bythinica · E. distans · E. lusiticana · E. meridionalis · E. pollinensis · E. pseudopurpurata · E. rechingeri · E. troodi · E. purpurata (Paarse wespenorchis)

Sectie Rhytidochilum

E. atrorubens (Bruinrode wespenorchis) · E. cardina · E. condensata · E. kleinii · E. microphylla (Kleinbladige wespenorchis) · E. spiridonovii · E. subclausa 

Sectie Ripariphilae

E. albensis · E. confusa · E. fageticola · E. fibri · E. gracilis · E. mecsekensis · E. persica · E. phyllanthes (Dichte wespenorchis) · E. tallosii